# Finland i olympiska sommarspelen 2008
Finland i olympiska sommarspelen 2008 bestod av 58 idrottare uttagna av Finlands olympiska kommitté. Skytten Juha Hirvi bar den finländska fanan under truppens inmarsch vid OS-invigningen. Målsättningen var att ta tre medaljer varav minst ett guld, resultatet blev fyra medaljer.
Juha Hirvi och Kyra Kyrklund skrev finländsk OS-historia genom att delta i sina sjätte olympiska spel.

## Medaljörer
|         | Guld | Silver | Brons | Totalt |
| ------- | ---- | ------ | ----- | ------ |
| Finland | 1    | 1      | 2     | 4      |

### Guld
- Satu Mäkelä-Nummela - Skytte: Trap, 11 augusti 2008

### Silver
- Sanna Stén och Minna Nieminen - Rodd: Dubbelsculler, lättvikt, 17 augusti 2008

### Brons
- Henri Häkkinen - Skytte: 10 m luftgevär, 11 augusti 2008
- Tero Pitkämäki - Spjut, 23 augusti 2008

## Finlands lag till Peking

### Badminton
- Huvudartikel: Badminton vid olympiska sommarspelen 2008
- Herrar

| Namn       | Gren   | 32-delsfinal                            | 16-delsfinal                    | 8-delsfinal                                | Kvartsfinal      | Semifinal        | Final            | Final            |
| Namn       | Gren   | Resultat                                | Resultat                        | Resultat                                   | Resultat         | Resultat         | Resultat         | Plats            |
| ---------- | ------ | --------------------------------------- | ------------------------------- | ------------------------------------------ | ---------------- | ---------------- | ---------------- | ---------------- |
| Ville Lång | Singel | V Druzchenko (UKR) W 2-0 (21-12, 21-19) | R Rai (USA) W 2-0 (21-9, 21-16) | (6) S D Kuncoro (INA) L 2-0 (13-21, 18-21) | Gick inte vidare | Gick inte vidare | Gick inte vidare | Gick inte vidare |

- Damer

| Namn         | Gren   | 32-delsfinal | 16-delsfinal                       | 8-delsfinal      | Kvartsfinal      | Semifinal        | Final            | Final            |
| Namn         | Gren   | Resultat     | Resultat                           | Resultat         | Resultat         | Resultat         | Resultat         | Plats            |
| ------------ | ------ | ------------ | ---------------------------------- | ---------------- | ---------------- | ---------------- | ---------------- | ---------------- |
| Anu Nieminen | Singel |              | (7) Xu H (GER) L 0-2 (17-21, 8-21) | Gick inte vidare | Gick inte vidare | Gick inte vidare | Gick inte vidare | Gick inte vidare |

### Brottning
| Tävlande          | Gren                             | Kvalifikation        | 1/8 Final                          | Kvartsfinal          | Semifinal            | Återkval 1           | Återkval 2           | Final                | Placering |
| Tävlande          | Gren                             | Motståndare Resultat | Motståndare Resultat               | Motståndare Resultat | Motståndare Resultat | Motståndare Resultat | Motståndare Resultat | Motståndare Resultat | Placering |
| ----------------- | -------------------------------- | -------------------- | ---------------------------------- | -------------------- | -------------------- | -------------------- | -------------------- | -------------------- | --------- |
| Jarkko Ala-Huikku | Grekisk-romersk stil, fjädervikt |                      | R Tumenbaev (KGZ) L 0-2 (1-3, 0-4) | Gick inte vidare     | Gick inte vidare     | Gick inte vidare     | Gick inte vidare     | Gick inte vidare     |           |

### Bågskytte
- Huvudartikel: Bågskytte vid olympiska sommarspelen 2008

- Herrar

| Namn         | Gren         | Rankingrunda | Rankingrunda | 32-delsfinal                | 16-delsfinal                   | 8-delsfinal      | Kvartsfinal      | Semifinal        | Final            | Final |
| Namn         | Gren         | Poäng        | Seed         | Resultat                    | Resultat                       | Resultat         | Resultat         | Resultat         | Resultat         | Plats |
| ------------ | ------------ | ------------ | ------------ | --------------------------- | ------------------------------ | ---------------- | ---------------- | ---------------- | ---------------- | ----- |
| Matti Hatava | Individuellt | 619          | 58.          | Simon Terry (GBR) W 105-104 | Cheng Chu Sian (MAS) L 103-110 | Gick inte vidare | Gick inte vidare | Gick inte vidare | Gick inte vidare | 30.   |

### Friidrott
Damer
| Gren     | Deltagare       | Kval/Heat | Kval/Heat | Semifinal | Semifinal | Final           | Final           |
| Gren     | Deltagare       | Resultat  | Placering | Resultat  | Placering | Resultat        | Placering       |
| -------- | --------------- | --------- | --------- | --------- | --------- | --------------- | --------------- |
| Sjukamp  | Niina Kelo      |           |           |           |           | 5911            | 24              |
| Slägga   | Merja Korpela   | 66,29     | 30        |           |           | Avancerade inte | Avancerade inte |
| Spjut    | Mikaela Ingberg | 58,82     | 17        |           |           | Avancerade inte | Avancerade inte |
| Stavhopp | Vanessa Vandy   | 400       | 32        |           |           | Avancerade inte | Avancerade inte |

Herrar
| Gren         | Deltagare              | Kval/Heat | Kval/Heat | Kvartsfinal | Kvartsfinal | Semifinal       | Semifinal       | Final           | Final           |
| Gren         | Deltagare              | Resultat  | Placering | Resultat    | Placering   | Resultat        | Placering       | Resultat        | Placering       |
| ------------ | ---------------------- | --------- | --------- | ----------- | ----------- | --------------- | --------------- | --------------- | --------------- |
| 200m         | Visa Hongisto          | 20,62     | 15        | 20,76       | 25          | Avancerade inte | Avancerade inte | Avancerade inte | Avancerade inte |
| 800m         | Mikko Lahtio           | 1:47,20   | 27        |             |             | Avancerade inte | Avancerade inte | Avancerade inte | Avancerade inte |
| 3000m hinder | Jukka Keskisalo        | DNS       | —         |             |             |                 |                 | Avancerade inte | Avancerade inte |
| 50 km gång   | Antti Kempas           |           |           |             |             |                 |                 |                 |                 |
| 50 km gång   | Jarkko Kinnunen        |           |           |             |             |                 |                 |                 |                 |
| Diskus       | Frantz Kruger          | 62,48     | 12        |             |             |                 |                 | 61,98           | 11              |
| Kula         | Robert Häggblom        | NR        | —         |             |             |                 |                 | Avancerade inte | Avancerade inte |
| Ländghopp    | Tommi Evilä            | 7,88      | 18        |             |             |                 |                 | Avancerade inte | Avancerade inte |
| Maraton      | Janne Holmén           |           |           |             |             |                 |                 |                 |                 |
| Maraton      | Francis Kirwa          |           |           |             |             |                 |                 |                 |                 |
| Slägga       | Olli-Pekka Karjalainen | 77,07     | 8         |             |             |                 |                 | 79,59           | 6               |
| Spjut        | Tero Pitkämäki         | 82,61     | 3         |             |             |                 |                 |                 |                 |
| Spjut        | Teemu Wirkkala         | 79,79     | 10        |             |             |                 |                 |                 |                 |
| Spjut        | Tero Järvenpää         | 82,34     | 4         |             |             |                 |                 |                 |                 |
| Stavhopp     | Mikko Latvala          | 5,45      | 22        |             |             |                 |                 | Avancerade inte | Avancerade inte |
| Tiokamp      | Mikko Halvari          |           |           |             |             |                 |                 |                 |                 |

- Antti Ruuskanen reserv i herrspjut

### Judo
Damer
| Idrottare      | Gren                     | Sextondelsfinal            | Åttondelsfinal         | Kvartsfinal          | Semifinal            | Återkval 1                | Återkval 2             | Återkval 3           | Final / BM           | Final / BM       |
| Idrottare      | Gren                     | Motståndare Resultat       | Motståndare Resultat   | Motståndare Resultat | Motståndare Resultat | Motståndare Resultat      | Motståndare Resultat   | Motståndare Resultat | Motståndare Resultat | Placering        |
| -------------- | ------------------------ | -------------------------- | ---------------------- | -------------------- | -------------------- | ------------------------- | ---------------------- | -------------------- | -------------------- | ---------------- |
| Nina Koivumäki | Lättvikt (-57 kg)        | BYE                        | Xu Y (CHN) L 0000–0020 | Gick inte vidare     | Gick inte vidare     | Latrous (ALG) W 0001–0000 | Sato (JPN) L 0000–1011 | Gick inte vidare     | Gick inte vidare     | Gick inte vidare |
| Johanna Ylinen | Halv mellanvikt (-63 kg) | Wang C-F (TPE) L 0000–1011 | Gick inte vidare       | Gick inte vidare     | Gick inte vidare     | Gick inte vidare          | Gick inte vidare       | Gick inte vidare     | Gick inte vidare     | Gick inte vidare |

### Kanotsport
Sprint
| Kanotist                      | Gren                 | Heat     | Heat      | Semifinal | Semifinal | Final            | Final            |
| Kanotist                      | Gren                 | Tid      | Placering | Tid       | Placering | Tid              | Placering        |
| ----------------------------- | -------------------- | -------- | --------- | --------- | --------- | ---------------- | ---------------- |
| Mika Hokajärvi Kalle Mikkonen | Herrarnas K-2 500 m  | 1:33.785 | 7 QS      | 1:34.994  | 8         | Gick inte vidare | Gick inte vidare |
| Mika Hokajärvi Kalle Mikkonen | Herrarnas K-2 1000 m | 3:23.475 | 6 QS      | 3:27.018  | 6         | Gick inte vidare | Gick inte vidare |
| Anne Rikala                   | Damernas K-1 500 m   | 1:54.294 | 7 QS      | 1:54.025  | 4         | Gick inte vidare | Gick inte vidare |
| Jenni Mikkonen Anne Rikala    | Damernas K-2 500 m   | 1:45.735 | 4 QS      | 1:44.624  | 2 Q       | 1:44.176         | 7                |

### Ridsport
Dressyr
| Kyra Kyrklund | Max | Individuell dressyr | 70,583 | 6 | 69,720 | 10 | 74,250 | 6 | 71,985 | 8 |

### Rodd
Damer
| Idrottare                 | Gren                    | Heat    | Heat      | Återkval | Återkval  | Semifinal | Semifinal | Final   | Final     | Final |
| Idrottare                 | Gren                    | Tid     | Placering | Tid      | Placering | Tid       | Placering | Tid     | Placering |       |
| ------------------------- | ----------------------- | ------- | --------- | -------- | --------- | --------- | --------- | ------- | --------- | ----- |
| Minna Nieminen Sanna Stén | Lättvikts-dubbelsculler | 6:56,61 | 4 R       | 7:23,80  | 2 SA/B    | 7:03,91   | 2 FA      | 6:56,03 | 2         |       |

### Segling
Herrar
| Seglare                       | Gren  | Lopp | Lopp | Lopp | Lopp | Lopp | Lopp | Lopp | Lopp | Lopp | Lopp | Lopp | Summerad poäng | Finalplacering |
| Seglare                       | Gren  | 1    | 2    | 3    | 4    | 5    | 6    | 7    | 8    | 9    | 10   | M*   | Summerad poäng | Finalplacering |
| ----------------------------- | ----- | ---- | ---- | ---- | ---- | ---- | ---- | ---- | ---- | ---- | ---- | ---- | -------------- | -------------- |
| Pierre Collura                | Laser | 25   | 10   | 18   | 41   | 23   | 25   | 20   | 33   | DNF  | CAN  | EL   | 198            | 30             |
| Heikki Elomaa Niklas Lindgren | 470   | 28   | 22   | 27   | DSQ  | 25   | 19   | 14   | 23   | 17   | 21   | EL   | 196            | 27             |

M = Medaljlopp; EL = Eliminerad – gick inte vidare till medaljloppet;
Damer
| Seglare                                     | Gren         | Lopp | Lopp | Lopp | Lopp | Lopp | Lopp | Lopp | Lopp | Lopp | Lopp | Lopp | Summerad poäng | Finalplacering |
| Seglare                                     | Gren         | 1    | 2    | 3    | 4    | 5    | 6    | 7    | 8    | 9    | 10   | M*   | Summerad poäng | Finalplacering |
| ------------------------------------------- | ------------ | ---- | ---- | ---- | ---- | ---- | ---- | ---- | ---- | ---- | ---- | ---- | -------------- | -------------- |
| Tuuli Petäjä                                | RS:X         | 14   | 11   | 7    | 16   | 16   | 16   | 12   | 16   | 11   | 14   | EL   | 117            | 16             |
| Tuula Tenkanen                              | Laser radial | 10   | 16   | 25   | 21   | 17   | 20   | 20   | 9    | 15   | CAN  | EL   | 128            | 22             |
| Silja Lehtinen Maria Klemetz Livia Väresmaa | Yngling      | 6    | 6    | 3    | 8    | 10   | OCS  | 15   | 12   | CAN  | CAN  | EL   | 60             | 11             |

M = Medaljlopp; EL = Eliminerad – gick inte vidare till medaljloppet;
Öppen
| Seglare      | Gren      | Lopp | Lopp | Lopp | Lopp | Lopp | Lopp | Lopp | Lopp | Lopp | Lopp | Lopp | Summerad poäng | Finalplacering |
| Seglare      | Gren      | 1    | 2    | 3    | 4    | 5    | 6    | 7    | 8    | 9    | 10   | M*   | Summerad poäng | Finalplacering |
| ------------ | --------- | ---- | ---- | ---- | ---- | ---- | ---- | ---- | ---- | ---- | ---- | ---- | -------------- | -------------- |
| Tapio Nirkko | Finnjolle | 18   | 9    | 9    | 9    | 19   | 22   | 16   | 22   | CAN  | CAN  | EL   | 102            | 18             |

M = Medaljlopp; EL = Eliminerad – gick inte vidare till medaljloppet;

### Simhopp
Herrar
| Deltagare     | Gren     | Kval   | Kval      | Semifinal | Semifinal | Semifinal    | Semifinal | final           | final           | final           | final           |
| Deltagare     | Gren     | Poäng  | Placering | Poäng     | Placering | Totala poäng | Placering | Poäng           | Placering       | Totala poäng    | Placering       |
| ------------- | -------- | ------ | --------- | --------- | --------- | ------------ | --------- | --------------- | --------------- | --------------- | --------------- |
| Joona Puhakka | 3m svikt | 469,45 | 5         | 451,95    | 13        | 921,4        | 13        | Avancerade inte | Avancerade inte | Avancerade inte | Avancerade inte |

### Simning
Damer
| Deltagare           | Gren           | Heat/Kval | Heat/Kval | Semifinal       | Semifinal       | Final           | Final           |
| Deltagare           | Gren           | Tid       | Placering | Tid             | Placering       | Tid             | Placering       |
| ------------------- | -------------- | --------- | --------- | --------------- | --------------- | --------------- | --------------- |
| Hanna-Maria Seppälä | 50m frisim     | 25,06     | 15        | 25,19           | 16              | Avancerade inte | Avancerade inte |
| Hanna-Maria Seppälä | 100m frisim    | 53,60 FR  | 1         | 53,84           | 3               | 53,97           | 4               |
| Hanna-Maria Seppälä | 100m ryggsim   | 1:02,39   | 30        | Avancerade inte | Avancerade inte | Avancerade inte | Avancerade inte |
| Noora Laukkanen     | 200m bröstsim  | 2:38,97   | 39        | Avancerade inte | Avancerade inte | Avancerade inte | Avancerade inte |
| Eva Lehtonen        | 400m frisim    | 4:20,07   | 35        |                 |                 | Avancerade inte | Avancerade inte |
| Eva Lehtonen        | 800m fristil   | 8:53,50   | 33        |                 |                 | Avancerade inte | Avancerade inte |
| Emilia Pikkarainen  | 100m fjärilsim | 1:02,31   | 46        | Avancerade inte | Avancerade inte | Avancerade inte | Avancerade inte |

Herrar
| Deltagare      | Gren        | Heat/Kval | Heat/Kval | Semifinal       | Semifinal       | Final           | Final           |
| Deltagare      | Gren        | Tid       | Placering | Tid             | Placering       | Tid             | Placering       |
| -------------- | ----------- | --------- | --------- | --------------- | --------------- | --------------- | --------------- |
| Matti Rajakylä | 50m frisim  | 22,48 FR  | 29        | Avancerade inte | Avancerade inte | Avancerade inte | Avancerade inte |
| Matti Rajakylä | 100m frisim | 49,91     | 41        | Avancerade inte | Avancerade inte | Avancerade inte | Avancerade inte |

FR= Finländskt rekord.

### Skytte
- Hanna Etula
- Juha Hirvi
- Henri Häkkinen
- Marjut Heinonen
- Kai Jahnsson
- Satu Mäkelä-Nummela
- Mira Nevansuu
- Marjo Yli-Kiikka

### Tennis
| Spelare         | Gren       | Omgång 1                        | Omgång 2          | Åttondelsfinaler  | Kvartsfinaler     | Semifinaler       | Final / BM        | Final / BM       |
| Spelare         | Gren       | Motståndare Poäng               | Motståndare Poäng | Motståndare Poäng | Motståndare Poäng | Motståndare Poäng | Motståndare Poäng | Placering        |
| --------------- | ---------- | ------------------------------- | ----------------- | ----------------- | ----------------- | ----------------- | ----------------- | ---------------- |
| Jarkko Nieminen | Herrsingel | Johansson (SWE) L 6–4, 4–6, 4–6 | Gick inte vidare  | Gick inte vidare  | Gick inte vidare  | Gick inte vidare  | Gick inte vidare  | Gick inte vidare |

### Tyngdlyftning
Herrar
| Deltagare   | Klass  | Ryck     | Ryck      | Stöt     | Stöt      | Resultat | Position |
| Deltagare   | Klass  | Resultat | Placering | Resultat | Placering | Resultat | Position |
| ----------- | ------ | -------- | --------- | -------- | --------- | -------- | -------- |
| Antti Everi | 105+kg | 171kg    | 10        | 195kg    | 11        | 366kg    | 11       |